# 다키타 요지로
다키타 요지로(滝田 洋二郎, 1955년 12월 4일 ~)는 도야마현 다카오카시 출신 일본의 영화 감독이다.

## 내력
1981년 핑크 영화 《치한여교사》로 데뷔했다. 2008년 영화 《굿바이》로 제32회 일본 아카데미상 최우수 작품상과 감독상을 수상했으며, 제81회 아카데미 상에서는 외국어 영화상을 수상했다.

## 수상
- 제81회 아카데미상 외국어영화상 《굿' 바이: Good & Bye》

## 감독 작품
- 1997년 《샤란Q의 엔카의 꽃길》 (シャ乱Qの演歌の花道)
- 1999년 《비밀》 (秘密)
- 2001년 《음양사》 (陰陽師)
- 2003년 《바람의 검 신선조》 (壬生義士伝)
- 2003년 《음양사 II》 (陰陽師II)
- 2005년 《아슈라》 (阿修羅城の瞳)
- 2007년 《배터리》 (バッテリー)
- 2008년 《굿' 바이: Good & Bye》 (おくりびと)
- 2009년 《낚시광 산페이》 (釣りキチ三平)
- 2012년 《천지명찰》 (天地明察)
- 2017년 《라스트 레시피: 기린의 혀의 기억》 (ラストレシピ〜麒麟の舌の記憶〜)
- 2018년 《북의 벚꽃지기》 (北の桜守)